# جون أندرسون (شاعر)
جون أندرسون (بالإنجليزية: Jon Anderson)‏ هو شاعر أمريكي، ولد في 4 يوليو 1940 في سومرفيل في الولايات المتحدة، وتوفي في 20 أكتوبر 2007 في توسان في الولايات المتحدة.

## وصلات خارجية
- جون أندرسون على موقع ميوزك برينز (الإنجليزية)